# По законам военного времени (фильм, 1982)
«По законам военного времени» — советский широкоэкранный художественный фильм на тематику Великой Отечественной войны, снятый в 1982 году режиссёром Игорем Слабневичем на киностудии «Мосфильм».
Премьера фильма состоялась 3 мая 1985 года. В СССР фильм посмотрело 7,9 млн зрителей.

## Сюжет
В первые месяцы Великой Отечественной войны, четверо новобранцев опаздывают к отправлению поезда, понимая, что по законам военного времени это расценивается как дезертирство. Они решают догнать поезд на попутке, но сталкиваются с немецкой диверсионной группой, которая планирует взорвать мост и уничтожить эшелон. Четверо безоружных новобранцев бросаются в неравный бой, чтобы защитить мост и эшелон, и погибают, но совершают подвиг, предотвращая гибель тысяч солдат.

## В ролях
- Ольга Агеева — Варвара Толоконникова
- Владимир Широков — Борис Криницын
- Борис Сморчков — Пётр Дыбайло
- Игорь Ясулович — Аполлинарий Ставровский
- Алексей Ясулович — Глеб Криницын
- Раиса Рязанова — Клава Лупина
- Николай Маковский — Федяка
- Татьяна Кочемасова — Лёля
- Майя Булгакова — мать Бориса
- Наталья Фатеева — Елена Григорьевна

## Рецензии
- Агамалиев Ф. Эхо выстрелов далёких // Советская культура : газета. — 1983. — 3 сентября (№ 106 (5738)). — С. 5.